# Nadia Lichtig
Pour les articles homonymes, voir Lichtig.
Nadia Lichtig est une artiste plasticienne et musicienne allemande, née le 2 mai 1973 à Munich. Elle vit et travaille à Montpellier (France) et Munich.

## Biographie
Nadia Lichtig est née le 2 mai 1973 à Munich. Elle descend d’une famille judéo-tchécoslovaque et serbe, mais le berceau de sa famille se trouve à Munich en Allemagne. Elle a étudié les sciences politiques à l'École de sciences politiques de Munich et l’art à l’École nationale supérieure des beaux-arts de Lyon et à l’École nationale supérieure des beaux-arts de Paris, dont elle est diplômée en 2001. 
En 2009, elle obtient un poste de professeure d’enseignement artistique au MO.CO École supérieure des beaux-arts de Montpellier.

### Parcours
Durant ses études, elle fonde le groupe EchoparK avec Bertrand Georges. En 2001, elle expose en tant qu’EchoparK, en binôme avec l’artiste Wolfgang Capellari, au palais de la Sécession à Vienne, en Autriche.
La même année, elle obtient la bourse Terra Summer Residency de la Terra Foundation for American Art (en) et assiste l’artiste Mike Kelley à Los Angeles pour son archive sonore de The Poetics Project.
En 2012, elle réalise la commande publique Mille Temps, pour la région Languedoc-Roussillon (Occitanie) sur le site du lycée Marc-Bloch à Sérignan. Reliée à une station météo et constituée de prismes et de projecteurs immergés, l’œuvre s’active la journée lorsqu’elle est touchée par les rayons du soleil ainsi que la nuit, lorsque le vent souffle.
En 2018, elle participe à l’exposition Catching the Light à la Arthena Foundation, Düsseldorf.
La même année, elle est Fellow au Hanse-Wissenschaftskolleg (de), Institute for Advanced Study, Delmenhorst, Allemagne.

### Publications
En 2007, Lichtig fait paraître un disque sous le pseudonyme Ghosttrap chez Dokidoki records, Paris. Ghosttrap se présente comme un projet à la fois sonore et visuel, basé sur la collecte d’interviews et à durée indéterminée.
En 2014, Lichtig fait paraître un catalogue monographique dirigé par l’historien d’art allemand Ludwig Seyfarth aux éditions Kerber (Bielefeld, Allemagne). Ce catalogue inclut également des textes de l’historien et critique d’art Tristan Trémeau, de l’historienne d’art Heike Fuhlbrügge et de la linguiste Marion Dufour,,,.